# ستساپ (واشینگتن)
ستساپ (به انگلیسی: Satsop) یک منطقهٔ مسکونی در ایالات متحده آمریکا است که در شهرستان گریز هاربر، واشینگتن واقع شده‌است. ستساپ ۱۸٫۲ کیلومتر مربع مساحت و ۶۷۵ نفر جمعیت دارد و ۱۳ متر بالاتر از سطح دریا واقع شده‌است.